# Comuna Renče-Vogrsko
Renče-Vogrsko (Občina Renče-Vogrsko) este o comună din Slovenia, cu o populație de 4.135 de locuitori (2006).

## Localități
Bukovica, Dombrava, Oševljek, Renče, Vogrsko, Volčja Draga